# 武雄市立橘小学校
武雄市立橘小学校（たけおしりつ たちばなしょうがっこう）は、佐賀県武雄市橘町大字片白にある市立の小学校。

## 概要
歴史
1875年（明治8年）創立。数回の改組・改称を経て、現校名になったのは1954年（昭和29年）。2025年（令和7年）に創立150周年を迎える。
校章
橘の花弁と茎・葉の絵を背景にして、中央に「小」の文字を配している。
校歌
第一校歌と第二校歌がある。
- 第一校歌 - 元正天皇により作られた。
- 第二校歌 - 創立100周年を迎えた1975年（昭和50年）に制定された。作詞は本田秀雄、作曲は陶山聡による。歌詞は3番まであり、各番にに校名の「橘小学校」が登場する。

校区
「武雄市橘町全域」。中学校区は武雄市立武雄中学校。

## 沿革
前史
- 1873年（明治6年）- 学制の頒布により、「育幼[1]小学校」（小野原）、「楢崎小学校」・「弘智小学校」（片白）・「大日小学校」の4校が創立。

本史
- 1875年（明治8年）6月15日 - 以上の4校が統合され、大字大日8542番地に「中等公立橘小学校」が創立。
- 1881年（明治14年）- 暴風雨のため、校舎が倒壊。
- 1882年（明治15年）- 校舎が復旧。
- 1887年（明治20年）4月 - 小学校令の施行により、尋常科（4年制）を設置の上、「尋常橘小学校」に改称。校舎を増築。
- 1889年（明治22年）- 鳴瀬分教場を設置。
- 1890年（明治23年）- 校舎を増築。
- 1892年（明治25年）- 「橘尋常小学校」に改称。
- 1897年（明治30年）10月 - 校地を拡張し、校舎を増築。
- 1900年（明治33年）
  - 4月 - 高等科を併置の上、「橘尋常高等小学校」に改称。
  - 7月 - 第三校舎を増築。
- 1905年（明治38年）8月 - 校舎の大修理を行う。
- 1908年（明治41年）
  - 4月 - 改正小学校令により、尋常科の修業年限（義務教育年限）を4年から6年に延長し、高等科の修業年限を2年とする。
  - 10月 - 第四校舎を増築。
- 1918年（大正7年） - 校舎を増築。
- 1923年（大正12年）2月 - 歌碑・招魂碑・功績碑が設置される。
- 1930年（昭和5年）7月 - 養護室を新設。
- 1934年（昭和9年）5月 - 鳴瀬分教場を廃止。
- 1939年（昭和14年）10月 - 南校舎を改築。
- 1941年（昭和16年）4月1日 - 国民学校令の施行により、「橘国民学校」に改称。尋常科を初等科に改める。
- 1947年（昭和22年）4月1日 - 学制改革が行われる。
  - 橘国民学校初等科（6年制）は「橘村立橘小学校」に改組される。
  - 橘国民学校高等科（2～3年制）と青年学校普通科は新制中学校「橘村立橘中学校」に改組される。中学校の統合校舎が完成するまでの間、小学校校舎に併設。
- 1949年（昭和24年）4月1日 - 橘村立橘中学校が武雄町朝日村橘村組合立武雄中学校に統合されたため、併設を解消。
- 1954年（昭和29年）4月1日 - 町村合併・市制施行により「武雄市立橘小学校」（現校名）に改称。
- 1955年（昭和30年）3月 - 新校舎一棟目（8教室）が完成。
- 1956年（昭和31年）2月 - 新校舎二棟目（8教室）が完成。
- 1957年（昭和32年）
  - 3月 - 新校舎三棟目（4教室）が完成。
  - 5月 - 校門・石垣が完成。
- 1958年（昭和33年）5月 - 特別教室棟が完成。
- 1959年（昭和34年）
  - 3月 - 講堂兼体育館が完成。
  - 7月 - 完全給食を開始。
- 1965年（昭和40年）4月 - 特殊学級を設置。
- 1968年（昭和43年）7月[4] - プールが完成。
- 1972年（昭和47年）8月 - 運動場を拡張。
- 1975年（昭和50年）
  - 9月 - 創立100周年記念式典を挙行。
  - この年 - 第二校歌を制定。
- 1976年（昭和51年）6月 - 運動場を拡張。
- 1982年（昭和57年）5月 - 橘町練武館が完成。
- 1992年（平成4年）3月 - 山下図書館を新設。

## 交通
最寄りの鉄道駅
- JR九州 佐世保線「武雄温泉駅」・「高橋駅」

最寄りの幹線道路
- 国道498号 ・佐賀県道345号武雄白石線「橘農協支所前」交差点

## 周辺
- 橘公民館
- 武雄警察署橘警察官駐在所
- JAさが みどり地区 中央支所営農部
- 橘郵便局

## 参考資料
- 「武雄市史 中巻」（武雄市史編纂委員会, 1973年（昭和48年）1月30日）p.599～
- 「武雄市立橘小学校120年誌（1996年（平成8年）3月） (PDF) 」- 武雄市立橘小学校ウェブサイト